# Tipula (Eumicrotipula) ursula
Tipula (Eumicrotipula) ursula is een tweevleugelige uit de familie langpootmuggen (Tipulidae). De soort komt voor in het Neotropisch gebied.